# Comuna de Kornowac
Kornowac (polaco: Gmina Kornowac) é uma gminy (comuna) na Polónia, na voivodia de Santa Cruz e no condado de Raciborski. A sede do condado é a cidade de Kornowac.
De acordo com os censos de 2004, a comuna tem 4707 habitantes, com uma densidade 179 hab/km².

## Área
Estende-se por uma área de 26,3 km², incluindo:
- área agrícola: 81%
- área florestal: 10%

## Subdivisões
- Kobyla
- Kornowac
- Łańce
- Pogrzebień
- Rzuchów

## Comunas vizinhas
- Lubomia, Lyski, Pszów, Racibórz